# Paléotéthys
 (octobre 2022).

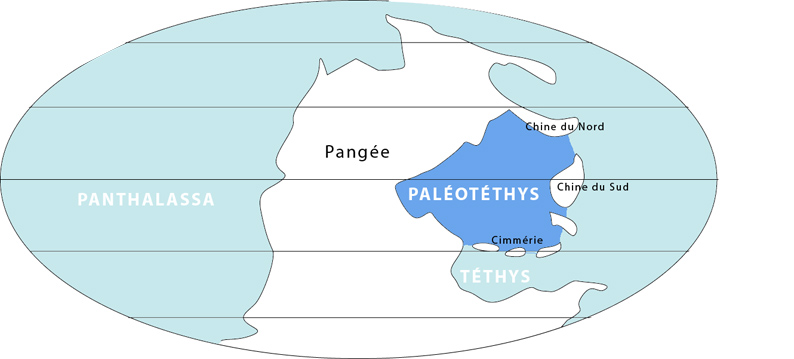
Paléotéthys au Permien (en bleu foncé).

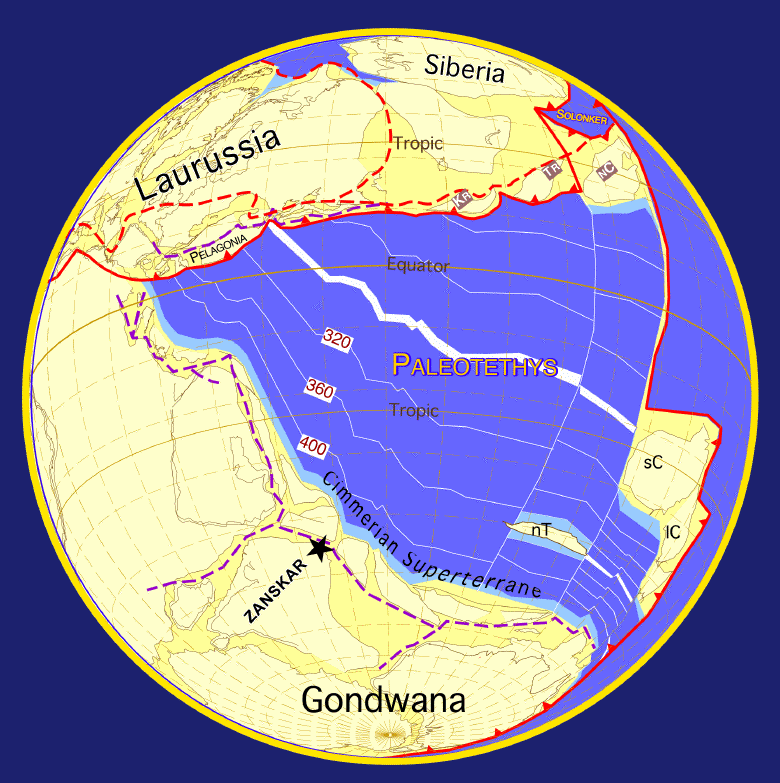
Image de l'océan Paléotéthys, avant que la plaque cimmérienne ne remonte vers le nord, et ferme l'océan, l'océan Paléotéthys s'est fermé entre 180 et ~290 millions années en arrière (début du Permien).

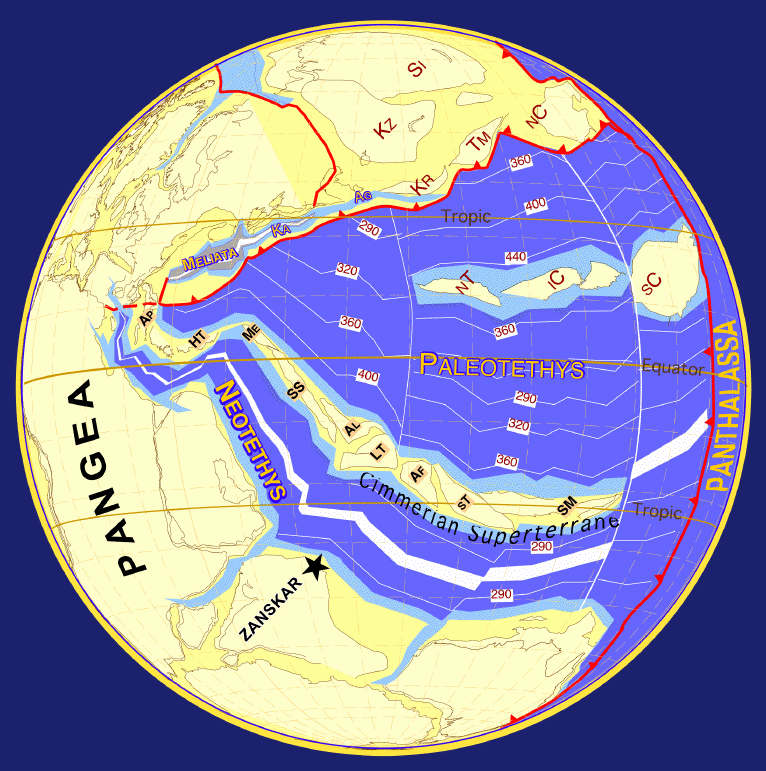
Les plaques cimmériennes commencent à remonter vers le nord, fermant l'océan Paléotéthys, tandis que l'océan Téthys commence à s'ouvrir par le sud. il y a ~249 millions d'années (Permien-Trias).

La Paléotéthys, dont l'actuelle Méditerranée est un vestige, était un océan maintenant disparu qui séparait Gondwana et Laurussia (ensemble continental d'où sont issus l'Amérique du Nord, l'Europe centrale, du Nord et de l'Est, et la Russie) au Paléozoïque. Le rifting de la Paléotéthys débute au Silurien sur la marge Nord du Gondwana.
Le terme Téthys est généralement utilisé pour identifier les océans disparus. Au fur et à mesure des avancées de la géologie téthysienne et des découvertes de divers océans à des moments variés, il a été nécessaire de compléter le terme « Téthys » afin de différencier les différents paléo-océans.
S'il existe des polémiques sémantiques ou conceptuelles sur la définition de la Néotéthys ou de la Téthys alpine, il y a un consensus sur la Paléotéthys.

## Paléogéographie
La Paléotéthys commence à se refermer au Dévonien supérieur et la fermeture complète de son segment occidental (aussi appelé océan Centralien) aboutira à la formation du supercontinent Pangée au Carbonifère moyen-supérieur. Son segment oriental ne se refermera qu'au Trias terminal, avec la subduction totale de la plaque cimmérienne (et des terranes de Cimmérie), sous la partie nord de Pangée donnant naissance à l'orogenèse Cimmérienne, et ouvrant la Téthys.
Cette opinion ne fait pas l'unanimité.
- l'océan centralien est différent de la Paléotéthys. Il s'ouvre à l'Ordovicien inférieur et se ferme selon les auteurs soit au Dévonien inférieur (c'est la phase éo-varisque) soit au Dévonien terminal-début Carbonifère

- en Europe occidentale, l'océan rhéïque sépare le Gondwana au sud de la Laurussia au nord. Sa fermeture au Dévonien terminal-Carbonifère inférieur est à l'origine de la chaîne varisque.

- la Paléotéthys est l'océan qui sépare le Gondwana au sud (comprenant aussi des lanières continentales qui se sépareront du Gondwana ultérieurement) et un continent proto-asiatique. L'âge de l'ouverture de cet océan est controversé. En Asie du SE, l'ouverture est probablement Carbonifère ou Dévonien.